# Nitrox

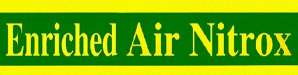
Vanligt förekommande dekal på dykarflaskor innehållande Nitroxblandning

Nitrox är en andningsgas som är en blandning av kväve (Nitrogen, N) och syre (Oxygen, O). Den används bland annat vid dykning.
Vanlig luft innehåller ungefär 21% syre och 78% kväve. 
Den sista procenten av luftens innehåll är andra ämnen som ozon, koldioxid, vätgas och vatten(ånga). Det finns också vissa ädelgaser som neon, helium och argon. Sedan finns det också föroreningar som kvävedioxid, svaveldioxid och kolmonoxid.
I praktiska dyksammanhang brukar man definiera nitrox som syreberikad luft (enriched air nitrox, EANx). Man talar då om blandningar som innehåller mer än 21% syre. De vanligaste blandningarna är nitrox 32 och nitrox 36 som innehåller 32% respektive 36% syre. 
Syftet med nitrox är att förlänga den maximala bottentiden genom att minska kroppens upptagning av kväve. Det är just kväveupptagningen som under längre tid leder till risk för dykarsjuka (benämns även DCS, DCI, Bends, etc). För kvävets del kan man därmed planera sitt dyk enligt de begränsningar som gäller för ett grundare dyk med luft. Villkoret blir då att kvävets partialtryck i gasblandningen på aktuellt djup skall vara lika med kvävets partialtryck i luft på det ekvivalenta luftdjupet. Sedan är det bara att räkna, eller använda sin tabell eller dator.
Nackdelen är att även syrgas är giftigt vid för höga partialtryck eller för långa exponeringar. Därför måste man vara försiktig med hur djupt man dyker. Syrets partialtryck får inte överskrida 1,6 ata, och man rekommenderas hålla sig under 1,4 ata. Därmed bör man inte dyka djupare än 33 respektive 28 meter med nitrox 32 resp 36. Syrgasexponering under lång tid kan också vara skadligt, då det leder till en oxidation av lungornas alveoler. Denna typ av toxicitet, även kallad pulmonär toxicitet eller helkroppsförgiftning, kräver så pass långa exponeringar att det inte är ett problem för rekreationsdykare. Vid utökad dekompression med ren syrgas kan dock problem uppstå även efter relativt korta exponeringar. Sådan dekompression bedrivs endast i samband med så kallad teknisk dykning eller kommersiell dykning. Lättare skador inskränker sig till en minskning av VC, vitalkapaciteten, och ger övergående symptom.
Ska man till exempel dyka på 27 meters djup använder man lämpligen en blandning med 36% syre. Andelen kväve är då 100 - 36 = 64%. Kvävets partialtryck på 27 meters djup blir
{\displaystyle \left({\frac {27}{10}}+1\right)*0,64=2,368\,ata}
Vanlig luft innehåller (enligt ovan) 79% kväve och man är nu intresserad av vid vilket ekvivalent luftdjup (equivalent air depth, EAD) man får samma partialtryck:
{\displaystyle \left({\frac {D}{10}}+1\right)*0,79=2,368\,ata}
Detta ger
{\displaystyle D=\left({\frac {2,368}{0,79}}-1\right)10=19,97\,m}
Man kan alltså dyka med Nitrox 36 på 27 meters djup enligt samma begränsningar som den vanliga dyktabellen ger för 20 meters djup.